# CDパレンシア・クリスト・アトレティコ
CDパレンシア・クリスト・アトレティコ（Club Deportivo Palencia Cristo Atlético）は、スペイン・カスティーリャ・イ・レオン州パレンシア県パレンシアを本拠地とするサッカークラブ。セグンダ・ディビシオンRFEFに所属している。

## 歴史
1985年に創設され、2003-04シーズンに4部リーグにあたるテルセーラ・ディビシオンへと昇格。その後は5部と4部の昇降格を繰り返して2010-11シーズンから4部に定着すると、2021-22シーズンにはクラブ史上初めてコパ・デル・レイに出場。1回戦こそ突破したが、2回戦でRCDエスパニョールに1-2で敗れた。

### クラブ名の変遷
- CFクリスト・アトレティコ (Club de Fútbol Cristo Atlético) : 1985年-2006年
- CDクリスト・アトレティコ (Club Deportivo Cristo Atlético) : 2006年-2018年
- CDパレンシア・クリスト・アトレティコ (Club Deportivo Palencia Cristo Atlético) : 2018年-

## タイトル

### 国内タイトル
- なし

### 国際タイトル
- なし

## 歴代所属選手
- フアン・モレノ 2019-